# Esquizofrenoias
Esquizofrenoias é um podcast brasileiro fundado em julho de 2018. Apresentado por Amanda Ramalho, é uma produção sobre saúde mental.

## História
O podcast Esquizofrenoias foi originalmente lançado em julho de 2018 pela produtora Half Deaf. Amanda Ramalho, que ficou por anos no programa de rádio Pânico, decidiu criar uma produção que abordasse transtornos como depressão, ansiedade e transtorno bipolar em entrevistas com famosos. Em pouco tempo, o podcast se tornou um dos mais notáveis na categoria de saúde mental. Mais tarde, Amanda desligou-se da produtora Half Deaf e o Esquizofrenoias passou a fazer parte da produtora Agência de Podcast.
No final de 2019, Esquizofrenoias foi indicado na categoria Podcast do Troféu APCA.
Em 2022, Amanda anunciou que tinha recebido um diagnóstico de autismo e que a descoberta era "um misto de alívio e sofrimento". No ano seguinte, a jornalista lançou uma série dentro do Esquizofrenoias chamada Amanda no Espectro, com 12 episódios gravados em vídeo, com a participação de convidados envolvidos com a causa do autismo no Brasil, como Marina Amaral, Andréa Werner, Manoel Soares e Renata Simões.

## Desempenho
Esquizofrenoias figurou, ocasionalmente, entre os podcasts de maior audiência no Brasil. O podcast estreou na parada de Top Podcasts da Apple Podcasts em junho de 2019, alcançando o pico de posição #2 em 31 de julho de 2019. A partir de setembro de 2019, o podcast começou a cair nas paradas, geralmente oscilando entre as posições #75 até #95 no ranking nacional.

## Prêmios e indicações
| Ano  | Premiação                    | Categoria | Trabalho        | Resultado | Ref.          |
| ---- | ---------------------------- | --------- | --------------- | --------- | ------------- |
| 2019 | Troféu APCA                  | Podcast   | Esquizofrenoias | Indicado  | [ 5 ] [ 6 ]   |
| 2020 | MTV Millennial Awards Brasil | Podcast   | Esquizofrenoias | Indicado  | [ 10 ] [ 11 ] |